# يوهانس هان
يوهانس هان (بالألمانية: Johannes Hahn )‏ (و. 1957  م) هو سياسي نمساوي، ولد في فيينا، هو عضوٌ في حزب الشعب النمساوي.

## مناصب
تولى منصب المفوض الأوروبي للسياسة الإقليمية ‏ (9 فبراير 2010–1 نوفمبر 2014)، وعضو البرلمان الإقليمي فيينا، والوزير الاتحادي للعدل ‏.

## التعليم
تعلم في جامعة فيينا.

## روابط خارجية
- يوهانس هان على موقع IMDb (الإنجليزية)
- يوهانس هان على موقع مونزينجر (الألمانية)